# Feldkapelle (Markt Wald)

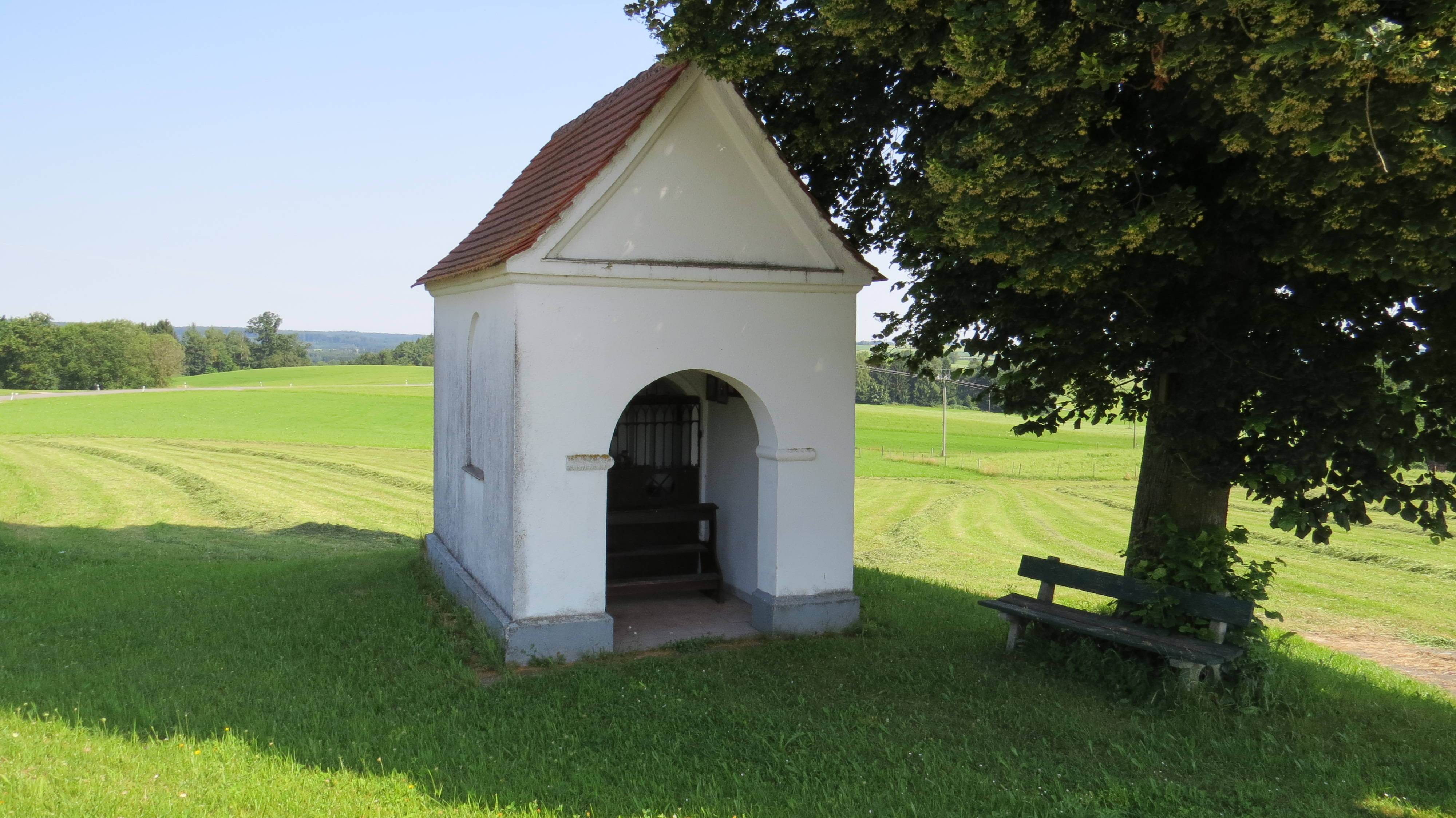
Feldkapelle, nördlich von Markt Wald

Die Feldkapelle ist ein kleiner, längsrechteckiger Bau nördlich von Markt Wald im Landkreis Unterallgäu (Bayern), der sich an der Straße nach Bürgle befindet.

## Architektur
Das denkmalgeschützte Gebäude wurde im 18. oder 19. Jahrhundert errichtet und ist nach Norden ausgerichtet. Es ist mit einem Satteldach gedeckt, unterhalb der Traufe verläuft ein Profilgesims. An der Südseite befindet sich eine rundbogige Arkade mit wulstigem Kämpfer und profilierter Archivolte. Beide Seitenwände enthalten eine Rundbogenblende, eventuell waren dies ehemals Fenster. Ein Eisenkreuz befindet sich auf dem First des Südgiebels.
Der Innenraum ist zweigeteilt. Im südlichen Bereich ist ein Kreuzgratgewölbe vorhanden. Der nördliche Bereich ist durch ein klassizistisches Eisengitter in einem Korbbogen abgeteilt. Der Nordteil enthält ein querrechteckiges Kreuzgratgewölbe. Der Mensaaltar besteht aus Holz und ist marmoriert. Darüber befindet sich eine Nische für Figuren.